# Białogard (comune rurale)
Białogard (in tedesco Belgard) è un comune rurale polacco del distretto di Białogard, nel voivodato della Pomerania Occidentale.
Ricopre una superficie di 327,93 km² e nel 2007 contava 7 790 abitanti.
Il capoluogo è Białogard, che non fa parte del territorio ma costituisce un comune a sé.
Frazioni del comune e relativi nomi tedeschi in uso sino al 1945:
- Białogórzyno (Bulgrin), Buczek (Butzke), Byszyno (Boissin), Czarnowęsy (Zarnefanz), Dargikowo (Darkow), Dębczyno (Denzin), Góry (Bergen), Gruszewo (Grüssow), Klępino Białogardzkie (Klempin), Kościernica (Kösternitz, Kr. Belgard), Laski (Latzig), Lulewice (Alt Lülfitz), Lulewiczki (Neu Lülfitz), Łęczno (Lenzen), Moczyłki (Springkrug), Nawino (Naffin), Nosówko (Nassow-Bahnhof), Pękanino (Groß Panknin), Podwilcze (Podewils), Pomianowo (Pumlow), Pustkowo (Pustchow), Rarwino (Rarfin), Redlino (Redlin), Rogowo (Roggow), Rościno (Rostin), Rychówko (Klein Reichow), Rychowo (Groß Reichow), Rzyszczewo (Ristow), Zagórze (Sager), Żeleźno (Silesen), Żelimucha (Buchhorst), Żytelkowo (Siedkow).

Località minori:
- Białogórzynko, Kamosowo (Kamissow), Łęczenko (Lenzen Wiesenhof), Łęczynko (Vorwerk Lenzen), Leśniki, Liskowo, Nasutowo (Natztow), Pękaninko, Przegonia (Heidekrug), Pustkówko, Sińce (Schinz), Stajkowo (Krausenkathen), Stanomino (Standemin), Strzelec (Fier), Tarpnowo (Tarpenow), Trzebiec (Neuhof), Trzebiele (Komet), Wronie Gniazdo (Krähenkrug), Wygoda (Posthaus), Ząbki, Żabiniec (Wiesenhof), Zaspy Małe (Klein Satspe).